# Caraimatta blandini
Caraimatta blandini là một loài nhện trong họ Tetrablemmidae.
Loài này thuộc chi Caraimatta. Caraimatta blandini được Lehtinen miêu tả năm 1981.